# فرچه‌دهان
فرچه‌دهان (نام علمی: Chaetostoma) نام یک سرده از راسته گربه‌ماهی‌سانان است.